# Maďarská garda
Magyar Garda Mozgalom, (česky: Hnutí Maďarský gard), celým názvem Magyar Gárda Hagyományőrző és Kulturális Egyesület, což lze volně přeložit jako Maďarská garda – sdružení na ochranu Tradice a Kultury, bylo krajně pravicové[zdroj?] vojensky organizované neozbrojené politické hnutí v Maďarsku. Garda byla zřízena členy krajně pravicové[zdroj?] opoziční parlamentní strany Jobbik - Hnutí za lepší Maďarsko.

## Vznik hnutí
Hnutí Magyar Garda Mozgalom vzniklo dne 25. srpna 2007 na oficiálním shromážděním v areálu Budínského hradu nedaleko sídla prezidenta republiky. Tehdy přísahalo prvních 56 členů (odkaz k roku Maďarského povstání proti sovětské moci v roce 1956). Slavnostnímu aktu přihlížely asi čtyři tisíce lidí.
Záměrem zakladatelů bylo „vytvořit rámec pro národní sebeobranu“. Garda měla podle zakladatelů chránit zájmy všech Maďarů. NATO a EU prý podle nich nejsou zárukou, protože dva ze tří států (Slovensko, Rumunsko, Srbsko), které Maďarsko údajně bezprostředně ohrožují, jsou rovněž členy obou organizací. Nemělo by se přehlížet, jak k maďarské frustraci přispívají politici zmíněných států. Předseda slovenské (tehdy vládní) strany SNS před nějakou dobou[kdy?] vyhrožoval tankovým útokem na Budapešť. Později svou rétoriku nepatrně zmírnil. Situace v Rumunsku je podobná. Srbská vláda v době občanské války verbovala vojvodinské Maďary do armády a uprchlíky z Bosny, Chorvatska a Kosova umisťovala právě do této oblasti, aby tam snížila procento maďarského obyvatelstva. A právě díky politickému vývoji jak v Maďarsku, tak na Slovensku a v Rumunsku je maďarská krajní pravice na vzestupu.
Členy gardy se stalo několik tisíc lidí. Garda pořádala pochody v obcích s větší koncentrací Romů a aktivně se zúčastnila blokády maďarsko-slovenské hranice po loňském zásahu slovenské policie proti fanouškům DAC Dunajská Streda.

## Rozpuštění
Na základě soudního rozhodnutí byla Maďarská garda rozpuštěna, což 2. července 2009 potvrdil odvolací soud. Podle verdiktu porušovala zákon o spolcích a ohrožovala menšiny.
Na činnost Maďarské gardy navázala v roce 2019 Národní legie (maďarsky: Nemzeti Légió). Tu založil László Toroczkai, bývalý člen Jobbiku a zakladatel a předseda parlamentního Hnutí Naše vlast (maďarsky: Mi Hazánk). Národní legie se krátce poté sloučila s Maďarským sebeobranným hnutím (maďarsky: Magyar Önvédelmi Mozgalom). 